# Гродзинський Олександр Олександрович
Гродзинський Олександр Олександрович (10 (22) червня 1891 р., с. Скотареве Черкаської області — 26 лютого 1973) — український співак (бас), Заслужений діяч мистецтв УРСР (1969).
Навчався в Київському університеті (1913) і одночасно в Київській консерваторії у класі В. Цвєткова. Під час першої світової війни був евакуйований до Саратова, де навчався у педагога М. Медведєва. У 1922-25 рр. навчався в Київській консерваторії у класі професорів Е. Гандольфі та М. Чистякова.
В 1925–1954 рр. — соліст (бас) Київського театру опери та балету.
З 1949 по 1973 — викладач Київської консерваторії (з 1952 — доцент)
Найкращі оперні партії: Пацюк, Кончак, Гремін («Різдвяна ніч» М. Лисенка, «Князь Ігор» О. Бородіна, «Євгеній Онєгін» П. Чайковського).
Серед учнів — М. Кондратюк, Г. Дранов, А. Мокренко, М. Полуденний, М. Сліпченко, Л. Сільвестров, Ю. Жежерун.